# 中村光雄
中村 光雄（なかむら みつお、1985年6月22日 - ）は、日本国外のプロ野球でプレーした元野球選手（投手）。2014年よりアメリカやオーストラリアで選手活動を開始するまでは、国内社会人野球で9年間プレーしている。

## 経歴

### 日本
小学生の時に、ジュニアサンダースで野球を始める。中学生では大東畷ボーイズに所属。東海大仰星高校時代、1年秋からエースナンバーをつける。3年時の夏は大阪府予選ベスト16で敗退。甲子園出場経験は無し。
高校卒業後は、奈良産業大学に進学。1年春からベンチ入りする。後に監督が逮捕されるものの、1年秋に暴力事件を起こし中退。野球を続けたい気持ちから、滋賀県の甲賀健康医療専門学校へ編入。1年からローテーションを担う一角となり、1年生ではピッチャーとしてベストナインを獲得。3年生では敢闘賞をし、甲賀時代はピッチャーの中心選手となった。
専門学校卒業後は、名古屋市を中心に居酒屋やレストランなどを展開するジェイプロジェクト（現 ジェイグループホールディングス）に入社。同年に発足したジェイプロジェクト硬式野球部に移籍することとなった。野球部ではプロアマ交流戦のドラゴンズ戦に登板し、勝ち投手となった。また、創部4年目の都市対抗野球大会に出場した際には、チームの全国大会初出場に貢献した。2013年の1月、暴力事件を起こし、野球部の規律により3か月の謹慎処分となる。謹慎明けはスタメンはすでに決定しており、出場機会は無かった。ジェイプロジェクトより野球選手としての活動停止を通告され退社。2014年から自費で渡米し、現地の「トライアウトリーグ」に挑戦することになる。

### 日本国外
2014年1月。アメリカ、カリフォルニア・ウィンターリーグに参加。パームスプリング・チルに所属し、9試合に登板し、先発6、リリーフ3、21.1/3回、防御率4.64、奪三振16。勝ち負けつかず。の成績をあげた。同年5月よりアメリカ、ウィスコンシンサマーリーグ（アマチュアリーグ）に参加。オークレア・キャバリアーズに所属。防御率2.70 5勝1敗 15試合出場 6先発 3完投 2セーブ 53回1/3イニング 43奪三振 11四球。同リーグにて、「最優秀投手賞」を受賞したが、貯金を切り崩しながらの生活であった。当時は3階建ての一軒家を15人にシェアして生活した。同年9月よりオーストラリア、クイーンズランドベースボールリーグに参加。アメリカの地方マイナーリーグはリーグ期間が短く（2か月間）、オフシーズンが長いためである。レッドクリフ・パドレスでプレー。防御率3.24　7勝5敗　18試合出場　16先発　3完投　94.1回1/3イニング　39奪三振　13四球。打撃では、5試合出場　2先発　11打数2安打の成績を残した。プレイは週末だけで、他の日はアルバイトをして生活費を稼いだが、それでもオーストラリアでは日本の社会人時代よりも多くの金を稼ぐことが出来た。
2015年6月4日、アメリカ、ニューメキシコ州などで行われているプロフェッショナルリーグ、ペコスリーグ、サンタフェ・フエゴと契約、渡米2年目でプロ選手として活動を始めることが出来た。独立リーグの中でも最低ランクに位置するリーグであったが、それでも中村は野球に専念でき、それを仕事にできることを幸せに感じたという。0勝1敗 16試合出場 18回2/3イニング 13奪三振の成績を残した。同年9月よりオーストラリア、クイーンズランドベースボールリーグに2年連続で参加。レッドクリフパドレスでプレー。チームからの給与はミールマネーとして月50ドルだけであった。日本に帰国したときは、父親の経営する会社でアルバイトをした。
2016年、3年目のアメリカ挑戦を果たす。6月にニューヨーク州などで行われているエンパイアリーグにトライアウトを受け、ウォーターバックスと契約も3日で試合に登板することなく解雇。7月に昨年同様、サンタフェ・フエゴと契約。14試合出場 14イニング 14奪三振 勝ち負けなしの成績をあげた。その後、カナダとアメリカにあるキャンナムリーグの、トロア・リビエールに練習生として参加するが登板することなくシーズン終了。
2017年。4年目のアメリカ挑戦。6月22日にペコスリーグ、カリフォルニアシティ・ウィップテイルスと契約。3試合に登板し、無失点だったものの、年齢制限をオーバーしているため解雇。その後、ホワイトサンズ・パプフィッシュと契約。9試合出場　12回2/3イニング 防御率1.29 11奪三振 1勝 負けなしの成績を収める。ペコスリーグの試合の入場料金は6ドルで観客も50人程とされる。この1勝がプロ選手として唯一の勝ち星となり、現役を引退した。

## 詳細情報

### 背番号
- 甲賀健康医療専門学校 17
- ジェイプロジェクト 19
- パームスプリング・チル 18
- オークレア・キャバリアーズ 19
- レッドクリフ・パドレス 54
- サンタフェ・フエゴ 33
- サンタフェ・フエゴ 15
- カリフォルニアシティ・ウィップテイルス 37
- ホワイトサンズ・パプフィッシュ 52